# Two Hummock Island
Two Hummock Island (von englisch two hummock ‚zwei Eishügel‘, in Argentinien gleichbedeutend Isla Dos Mogotes, in Chile Isla Two Hummock) ist eine eisbedeckte Insel im Palmer-Archipel westlich der Antarktischen Halbinsel. Sie liegt in nord-südlicher Ausdehnung etwa 8 km südöstlich von Liège Island.
Namensgebend für die Insel sind ihre zwei markanten Felsgipfel, die eine Höhe von 670 m erreichen. Über mehr als 100 Jahre trägt die Insel diesen Namen, der sich international durchgesetzt hat.